# Blanzy-lès-Fismes

Blanzy-lès-Fismes este o comună în departamentul Aisne din nordul Franței. În 1 ianuarie 2022 avea o populație de 91 de locuitori.